# جفری ادجی-برونی
جفری ادجی-برونی (انگلیسی: Jeffrey Adjei-Broni؛ زادهٔ ۱۵ آوریل ۲۰۰۴) بازیکن فوتبال دانمارکی غنایی‌تبار است که در پست مهاجم برای باشگاه ویدوره در سوپر لیگ فوتبال دانمارک بازی‌ می‌کند.